# 馮家亮
馮家亮（葡萄牙語：Caruso Fong，1975年4月2日—），生於澳門，現任法律及社會事務學會行政管理委員會主席。
馮家亮在澳門長大，在聖保祿學校中學畢業後，以半工半讀方式修畢澳門大學葡文學院文憑課程。馮家亮曾於保險公司負責交通意外的調查工作，其後在律師事務所擔任翻譯員多年，負責中、英葡文的文件翻譯工作。

## 外部連結
- 法律及社會事務學會官方網頁 （页面存档备份，存于）
- 法律及社會事務學會Facebook專頁
- 馮家亮接受《澳門月刊》專訪。[]
- 「當局將規定汽車前座乘客扣上安全帶」，《市民日報》，2002年4月21日 （页面存档备份，存于）
- 新澳門學社理監事名單 (新澳門學社)